# Rendsburger TSV
Der Rendsburger TSV ist ein Sportverein aus Rendsburg. Die erste Fußballmannschaft der Frauen nahm sechsmal an der Endrunde um die deutsche Meisterschaft und zweimal am DFB-Pokal teil. Die erste Fußballmannschaft der Männer nahm zweimal am DFB-Pokal teil und spielte 27 Jahre in der höchsten Amateurliga Schleswig-Holsteins.

## Geschichte
Der heutige RTSV geht auf mehrere Vorläufer zurück, darunter den im Jahre 1859 gegründeten Rendsburger MTV. Dort wollten einige Mitglieder im Jahre 1907 eine Fußballabteilung gründen, was der Verein jedoch nicht zuließ (er gehörte der Deutschen Turnerschaft an). Daraufhin wurde am 1. März 1908 der 1. Rendsburger FC gegründet, der sich nach dem Ersten Weltkrieg mit dem FC oder SC Rendsburgia zusammenfand und etwas später den Namen Rendsburger SV annahm. Anfang 1928 schlossen sich ein FC Preußen und der im Fußball höherklassige Sportverein der Elektrizitätsversorgung zu einem neuen Verein namens VfB Rendsburg zusammen. Am 18. Februar 1930 fusionierte der Rendsburger SV mit ebendiesem VfB zum Rendsburger BV, der im selben Jahr, hauptsächlich mit bisherigen VfB-Spielern, in die Oberliga Schleswig-Holstein aufstieg. Im Sommer 1932 gründete sich der VfB neu, woraufhin beide Vereine nebeneinander bestanden. Am 21. September 1936 fusionierten schließlich der MTV und der RBV zum heutigen Rendsburger TSV. Einer der Vorgängervereine – Rendsburgia oder der Rendsburger MTV von 1859 – soll nach einzelnen Angaben bereits Mitglied des Schleswig-Holsteinischen Fußball-Verbandes von 1906 gewesen sein.

### Frauenfußball
Die Fußballerinnen des RTSV nahmen zwischen 1977 und 1983 sechsmal an der Endrunde um die deutsche Meisterschaft teil. In den Jahren 1977, 1979 und 1983 erreichte die Mannschaft jeweils das Viertelfinale und scheiterte dort an der NSG Oberst Schiel, dem KBC Duisburg bzw. dem SC 07 Bad Neuenahr. In der DFB-Pokalrunde 1981/82 erreichten die Rendsburgerinnen das Viertelfinale. Bereits während der frühen 1980er Jahre verlor die Mannschaft ihre Vormachtstellung in Schleswig-Holstein und verpasste 1986 die neu geschaffene Oberliga Nord. Aktuell spielte die Mannschaft in der Kreisklasse A West.

### Männerfußball
Unter den Namen Rendsburger SV (1927/28) und Rendsburger BV (1930 bis 33) spielten die Fußballer insgesamt vier Jahre in der höchsten Spielklasse, der damaligen Bezirksliga, dann Oberliga Schleswig-Holstein. Im Jahre 1933 war die RBV-Mannschaft Tabellenschlusslicht und wurde nicht in die neu geschaffene Gauliga Nordmark aufgenommen. 1949 gehörte der RTSV zu den Gründungsmitgliedern der Bezirksklasse Ost, wo man zumeist in der Spitzengruppe spielte, jedoch immer weit entfernt von den Aufstiegsplätzen blieb. Nachdem die Mannschaft 1962 und 1964 in der Aufstiegsrunde gescheitert war, gelang 1968 schließlich der erstmalige Sprung in die höchste Spielklasse des Landes.
Im Jahre 1971 sicherte sich der RTSV die Meisterschaft und zog in die Aufstiegsrunde zur Regionalliga Nord ein. Dort belegten die Rendsburger den zweiten Platz hinter dem OSV Hannover, gegen den beide Spiele verloren wurden. Ein Jahr später verteidigte der RTSV den Landesmeistertitel, blieb in der Aufstiegsrunde gegen den VfB Oldenburg, Concordia Hamburg und die SpVgg Preußen Hameln ohne Punktgewinn. 1974 verpassten die Rendsburger als Vierter die Qualifikation zur neu geschaffenen Oberliga Nord. Zwei Jahre später erreichte die Mannschaft die Aufstiegsrunde und belegte dort nur den letzten Platz.
1977 gewann der RTSV erstmals den SHFV-Pokal und unterlag in der ersten DFB-Pokalrunde dem VfL Osnabrück mit 0:2. Drei Jahre später verpasste die Mannschaft nur aufgrund des schlechteren Torverhältnis gegenüber Eutin 08 eine weitere Aufstiegsrundenteilnahme. Beim zweiten Auftritt im DFB-Pokal 1981 stand der RTSV kurz vor einer Überraschung, als die Elf gegen Nordrhein-Oberligisten SC Viktoria Köln ein 1:1 nach Verlängerung erreichte. Im Wiederholungsspiel setzten sich die Kölner durch. In der gleichen Saison stieg der RTSV aus der Verbandsliga ab.
Mitte der 1980er Jahre machte der Verein durch seine Nachwuchsmannschaften von sich reden. 1983 wurde die B-Jugend Landesmeister und scheiterte auf Bundesebene im Viertelfinale an Bayer 04 Leverkusen. Zwei Jahre später wurde die A-Jugend Landesmeister und scheiterte in erster Runde der deutschen Meisterschaft an den Reinickendorfer Füchsen. Nachdem die Nachwuchsspieler in die erste Mannschaft aufrückten, gelang 1987 der Wiederaufstieg in die Verbandsliga. Nach dem direkten Wiederabstieg gelang 1989 nach Entscheidungsspielen gegen Alemannia Wilster die Rückkehr ins schleswig-holsteinische Oberhaus, wo 1993 der vierte Platz erreicht wurde.
Ein Jahr später verpasste der RTSV die neu geschaffene Oberliga Hamburg/Schleswig-Holstein um einen Punkt. Im Jahre 1999 stieg die Mannschaft erneut aus der Verbandsliga ab und kehrte drei Jahre später nach einem 4:1-Sieg im Entscheidungsspiel gegen den Suchsdorfer SV zurück. 2004 ging es erneut zurück in die Bezirksoberliga Ost, ehe sich der RTSV vier Jahre später für die neu geschaffene sechstklassige Verbandsliga Nord-Ost qualifizierte. Nach einer weiteren Ligareform spielte die Mannschaft 2017/18 in der siebtklassigen Verbandsliga West, aus der sie am Saisonende abstieg. In der Saison 2018/19 belegte die Mannschaft den 15. Tabellenplatz in der Kreisliga Nord-Ost und stieg damit in die Kreisklasse ab.
Der RTSV brachte mit Bastian Henning, Andrew Pfennig, Tom Rothe, Gerd Schwidrowski und Tim Wulff fünf spätere Profispieler hervor. Pfennig trainierte zudem vier Jahre lang die Frauen des Hamburger SV in der Bundesliga. Umgekehrt ließ der Ex-Profi Thomas Ritter seine Karriere in Rendsburg ausklingen.

### Leichtathletik
Mit Heinrich Will stellte der RTSV einen erfolgreichen Speerwerfer. Will wurde fünfmal Deutscher Meister und nahm 1956 an den Olympischen Sommerspielen teil. Will hielt fünf Jahre lang den deutschen Rekord im Speerwurf.